# Luis Farell
Luis Farell Cubillas (San Pedro de las Colonias, 27 de septiembre de 1902 – Ciudad de México, 17 de julio de 1977) fue un piloto aviador de la Fuerza Aérea Mexicana durante la Revolución de los 1920; Combatió contra Adolfo de la Huerta, contra los rebeldes yaqui, contra la rebelión del general Arnulfo R. Gómez, contra los Cristeros y realizó misiones de bombardeo y ametrallamiento contra el golpe militar encabezado por el general José Gonzalo Escobar. Se retiró del servicio activo siendo Subjefe de la Fuerza Aérea Mexicana.

## Estudios y entrenamiento
Nació en San Pedro de las Colonias, Coahuila, siendo hijo de Consuelo Cubillas Gutiérrez -originaria de Santander, España- y el joyero Enrique Farell Solá -originario de Cataluña, España. Luis Farell tuvo 11 hermanos, destacando Arsenio Farell Cubillas como político.
Farell cursó sus estudios primarios en la capital del país. En febrero de 1911 a la edad de 9 años y junto con 30 mil espectadores, Farell presenció la exhibición aérea de los hermanos Moisant con aviones Blériot llevada a cabo en los llanos de Balbuena de la Ciudad de México, que lo impresionó sobremanera. En 1920, a la edad de 18 años, Farell se graduó como contador en la escuela de Comercio y Administración en la Ciudad de México tras la rebelión y los sucesos político-militares del Plan de Agua Prieta que provocaron la caída del Presidente Venustiano Carranza, en cuyo frente se encontraban tres importantes líderes: el general Álvaro Obregón, el general Plutarco Elías Calles y el licenciado Adolfo de la Huerta.
Cuando el gobierno del presidente interino Adolfo de la Huerta anunció el reclutamiento de aviadores para la nueva Fuerza Aérea Mexicana, Farell aplicó el 12 de julio de 1920 e ingresó como cadete el 11 de noviembre de 1920 con matrícula no. 192678. En agosto de 1920, el presidente interino Adolfo de la Huerta contrató a tres famosos pilotos veteranos de la Primera Guerra Mundial con el fin de entrenar a pilotos Mexicanos en tácticas modernas y organizar una fuerza aérea independiente. Los instructores extranjeros fueron el estadounidense Ralph O'Neill, el alemán Fritz Bieler y el instructor francés Joe Ben Lievre. Ralph O’Neill fue designado instructor en jefe de la Escuela Militar de Aviación y puesto a las órdenes del General Gustavo Salinas. Los instructores Mexicanos fueron Alberto Salinas Carranza, Horacio Ruiz Gaviño y los hermanos Juan Pablo Aldasoro Suárez y Eduardo Aldasoro Suárez.
Esta era una época en la que dada la escasez producida por la guerra en Europa, México poseía solamente 18 aviones operacionales: cuatro biplanos Brown Special y el resto eran lo que quedó de los 50 aviones TNCA hechos en México. El instructor O’Neill reportó al General Plutarco Elías Calles que la mayoría de la flota disponible (13 aviones en servicio y 5 en reparación) debía ser reemplazada ya que no podía seguirse usando por ser obsoleta y estar desgastada.
México entonces adquirió aviones de entrenamiento ingleses Avro 504K y 504J, los cuales serían después fabricados en México con el nombre de Avro Anáhuac. Así mismo, en mayo de 1920 México adquirió trece bombarderos bimotor Farman F-50.
Luis Farell se graduó el 24 de abril de 1922 con el grado de Teniente Piloto Aviador (P.A.) y fue dado de alta en el ‘Escuadrón de Observación y Bombardeo.’ Sus notas más bajas fueron esgrima y lengua Inglesa; sus notas más altas fueron armas de fuego y aterrizajes a la marca con obstrucciones.
El 11 de enero de 1925 fue comisionado como instructor de vuelo y el 24 de mayo de 1926 marchó a los Estados Unidos con el objeto de que reciba un curso especial aeronáutico en la base militar de Brooks Field, Texas.

## Rebelión del expresidenteAdolfo de la Huerta
El 7 de diciembre de 1923 se levantó el expresidente Adolfo de la Huerta en un golpe militar llamado rebelión delahuertista contra el gobierno de Álvaro Obregón, tomando como argumento el Tratado de Bucareli y que Obregón pretende llevar a la presidencia al general Plutarco Elías Calles. La situación fue extremadamente crítica porque junto con Adolfo de la Huerta, se sublevó aproximadamente el sesenta por ciento del ejército nacional, encabezado por cuatro militares rebeldes Rómulo Figueroa Mata en Guerrero, Enrique Estrada en Jalisco, Guadalupe Sánchez en Veracruz y Fortunato Maycotte en Oaxaca. La desventaja numérica de las fuerzas federales frente a la preponderancia militar de los delahuertistas rápidamente se vio equilibrada y superada gracias a que Obregón consiguió la venta de armas, aviones y pertrechos que autorizó el gobierno estadounidense. Ya empezados los combates, México recibió los aviones De Haviland DH-4B con motor Liberty, armados con ametralladoras Lewis y Vickers y capaces de llevar bombas.
Durante el 10 al 21 de diciembre de 1923, el escuadrón de Farell hizo exploraciones y bombardeos sobre San Marcos en Aguascalientes, Cuenca Oriental, fuerte de San Carlos en Perote, Veracruz y Puente de Ixtla, Morelos, donde peleó contra los subjefes rebeldes Crisóforo Ocampo, Victorino Bárcenas, Epifanio Rodríguez, Jesús Capistrán Yáñez e Ireneo Albarrán Ayala. Farell luego atacó posiciones en Iguala, Pachuca y poblaciones intermedias en compañía del Comandante del escuadrón Fernando Proal, siendo todas éstas, exitosas misiones.
El 11 de diciembre de 1923 la ciudad de Puebla fue tomada por las fuerzas de los generales Antonio I. Villarreal y Cesáreo Castro. Once días más tarde, el 22 de diciembre y llevando como artillero al Teniente P.A. Guillermo Monroy, Farell bombardeó y ametralló los Fuertes de Loreto, de Guadalupe y de San Juan así como puntos en la ciudad de Puebla. Luego se desplazó a atacar rebeldes en Tabasco, Oaxaca y Chiapas, donde su avión sufrió una falla mecánica y se estrellaron en la selva; afortunadamente no sufrieron heridas. Farell y Monroy fueron rescatados por indígenas Maya, quienes literalmente los cargaron a espaldas hasta un poblado cercano.
En enero de 1924, Farell inició su parte en la ‘campaña de Occidente’ contra los generales Enrique Estrada y Manuel M. Diéguez, quienes controlaban la mayor parte de Chihuahua, Jalisco, Guanajuato, Michoacán y Durango. Luis Farell hizo exploraciones, ametrallamiento y bombardeos sobre Pénjamo, Yuriria y Moroleón en el estado de Guanajuato, y en Michoacán atacó posiciones en Morelia, Panindícuaro y poblaciones intermedias.
Del 14 de enero al 6 de febrero de 1924, Luis Farell realizó varios bombardeos y ametrallamiento como artillero del coronel Ralph O’Neill sobre Colima y otros puntos cercanos. El 4 de febrero de 1924, fue promovido a comandante del Primer Escuadrón del 2.º Regimiento y el 9 de febrero, tomó parte en la batalla de Ocotlán, Jalisco; una batalla decisiva en la que los generales Joaquín Amaro Domínguez y Lázaro Cárdenas encabezando 10 000 tropas se enfrentaron y derrotaron a las fuerzas de Enrique Estrada -dirigidas por Salvador Alvarado- después una sangrienta batalla. El río Lerma separaba a las tropas de ambos bandos por lo que la artillería y la Fuerza Aérea fueron indispensables. A las siete de la mañana, Farell voló la primera de dos misiones de bombardeo y ametralló posiciones enemigas hasta acabársele la munición. Tras erguir un puente improvisado, las fuerzas federales ganaron la batalla y tomaron varios prisioneros. Tres días después de la batalla de Ocotlán, las tropas federales recuperaron Guadalajara, donde se basaban las operaciones de Estrada, pero este se escapó a Cuba y Diéguez pasó al sur del país, donde fue aprendido y fusilado. El 12 de febrero de 1924, Farell realizó varios ataques sobre la ciudad de Colima donde todavía había resistencia.
Durante la Campaña de Occidente, sirvió como teniente P.A. y comandante de escuadrilla y bajo las órdenes del general Gustavo Salinas, el coronel Ralph O’Neill y los entonces mayores P.A. Rafael Montero Ramos, Rafael Ponce de León y Alfredo Lezama Álvarez. Otros compañeros de armas fueron hombres como Roberto Fierro, Pablo Sidar, Emilio Carranza, Eliseo Martín del Campo, Guillermo Monroy, Manuel Solís, Julián Nava Salinas, Francisco Espejel, Alberto Vieytez, Ricardo Díaz Gonzáles y Luis Rojas, entre otros.
Por su valiosa participación en contra de los delahuertistas, el general Lázaro Cárdenas, quien presenció sus ataques aéreos, promovió a Luis Farell al grado de capitán 1.º P.A. por méritos especiales contraídos en campaña. El 11 de enero de 1925 Farell fue comisionado a tomar un curso para convertirse en instructor de vuelo en la Escuela Militar de Aeronáutica.
Durante 1926 y 1927, México se vio envuelto en insurrecciones de tipo religioso, territorial y militar, por lo que la Fuerza Aérea Mexicana (FAM) fue requerida a desplazarse rápidamente por todo el país para dar apoyo al ejército federal.

## Guerra Cristera

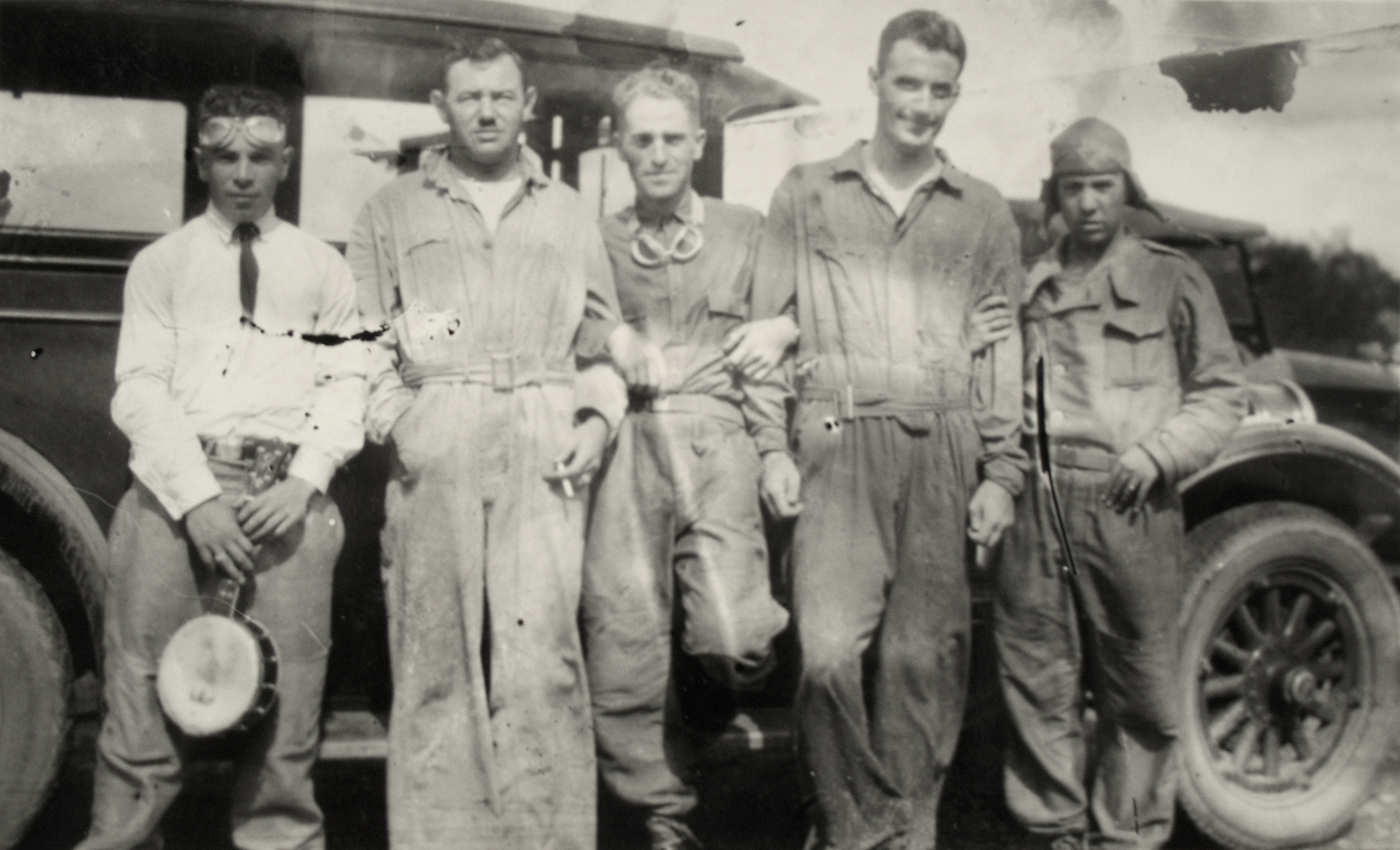
Alfredo Lezama Álvarez, Rafael Ponce de León, Luis Farell, un piloto no identificado, y Manuel Solís.

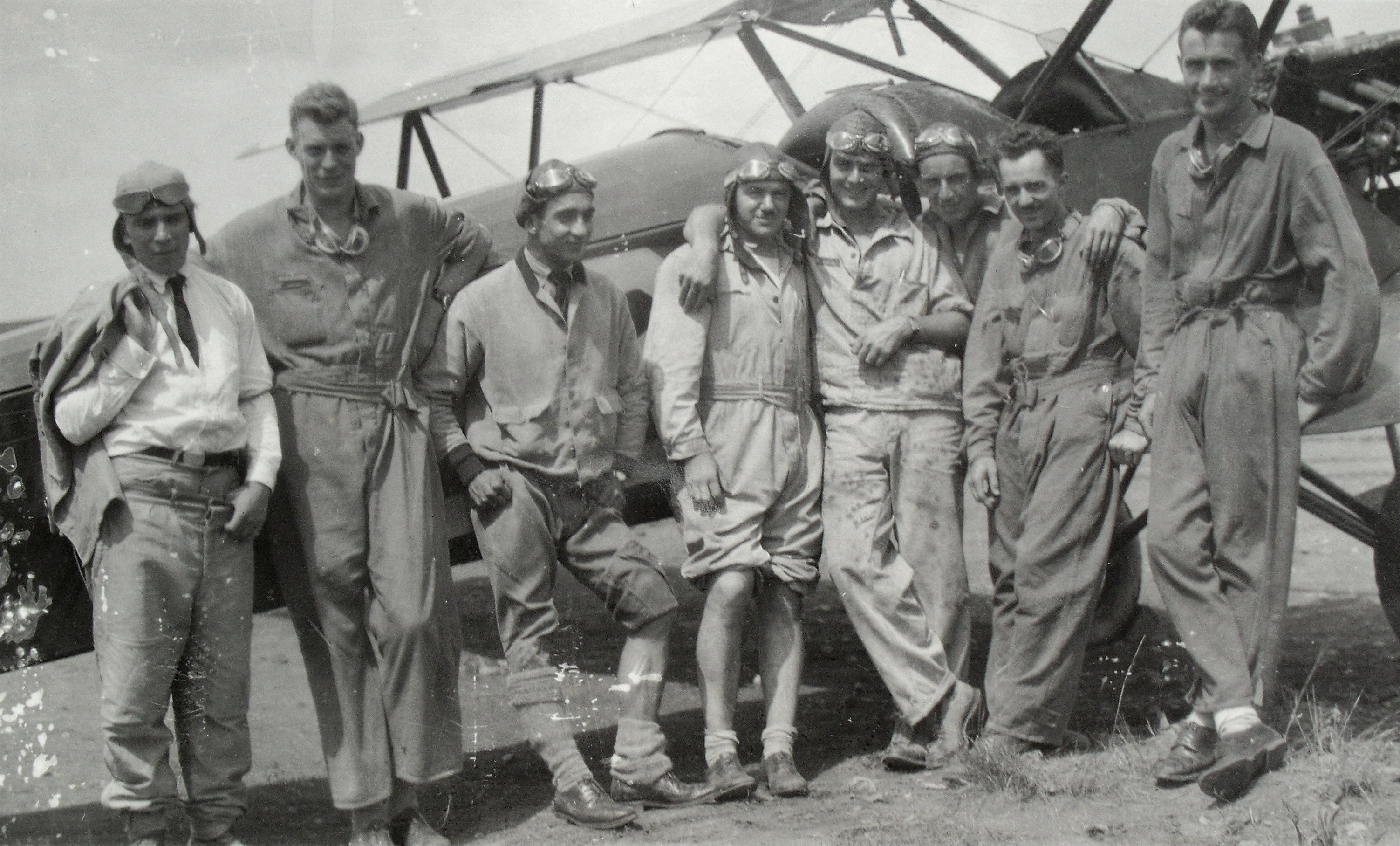
Alfredo Lezama Álvarez, el tercer piloto es Manuel Solís, seguido de Rafael Ponce de León; el séptimo es Roberto Fierro.

Cuando el presidente Plutarco Elías Calles impulsó la creación de la Iglesia Católica Apostólica Mexicana, independiente de Roma, se desató un conflicto que, particularmente en las zonas rurales del país, llevaría a una guerra civil conocida como la Guerra Cristera. Luis Farell sirvió en múltiples misiones en esta guerra de 1926 a 1929 en los estados de Jalisco, Guanajuato y Michoacán.
Durante este largo conflicto, Farell voló junto a su amigo inseparable Roberto Fierro y otros hombres aviadores de la FAM.

## Campaña del Yaqui
Luis Farell concurrió en los años de 1926 y 1927 a la campaña contra los indígenas yaqui en el estado de Sonora, quienes habían secuestrado al general Álvaro Obregón, que vivía en la región.
Bajo las órdenes del general de brigada el entonces mayor Roberto Fierro y el teniente coronel Samuel Carlos Rojas, los pilotos y sus balaceados aviones embarcaron en Manzanillo en el vapor Moctezuma el 20 de septiembre de 1926 con destino a Guaymas.
Bajo las órdenes de los generales Francisco Manzo y Antonio Ríos Zertuche, y junto con los pilotos Emilio Carranza, Roberto Fierro, Adán Gálvez Pérez, Francisco Murillo Torres, Luis Caso Landa, Humberto Brutini, Juan Gutiérrez, Carlos Cristiani, José Zertuche, David Chagoya, Jesús Ulloa y Luis Boyer, voló misiones de combate sobre la Sierra del Bacatete en las localidades de La Mesa, Los Médanos, La Gloria, Higueras, La Virgen, Torocobampo, Bacatecate, Zamahuaca, Cendradita, Algodones, Las Petacas, Raum y Belem.

En una de estas misiones en Sonora, Emilio Carranza se estrelló, requiriendo de reconstrucción facial.

Durante ésta campaña, Farell voló los aviones de Havilland DH-4B n.º 2, 5, los Avro-Anáhuac n.º 59, 61, 65, 77, Douglas n.º 1, 3 y el Lincoln Standard n.º 5.
Años más tarde Farell expresó a su familia la dificultad moral de haber batallado contra estos campesinos indígenas, quienes exigían que se implementaran previos tratados territoriales.

## Rebelión del general Arnulfo Gómez
En mayo de 1927 mientras Obregón parecía imponer la presidencia a Calles, el general Arnulfo R. Gómez se declaró en rebelión contra Calles y Obregón, citando correctamente la reelección como una violación seria a la Constitución.  Sus bases de operaciones fueron Puebla y especialmente en Ayahualulco, Veracruz, donde llevó cerca de 2000 soldados federales desertores y lucharon contra las fuerzas militares del gobierno Federal. Farell fue asignado a la 3.ª escuadrilla y, bajo las órdenes del Mayor Fierro, voló 7 misiones de combate consecutivas en Veracruz de octubre 6 al 11, utilizando los aviones Curtis, de Havilland n.º 10 y Avro-Anahuac n.º 53 con un efecto muy eficaz y derrotando a Arnulfo Gómez.
Tras esta victoria, Farell y Fierro recibieron órdenes de regresar al oeste a reanudar ataques contra los Cristeros en los estados de Jalisco, Guanajuato y Michoacán.

## Aviones Baja California

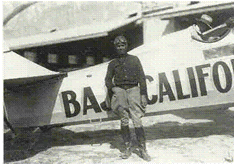
Avión Baja California No. 2. Piloto: Roberto Fierro (1929)

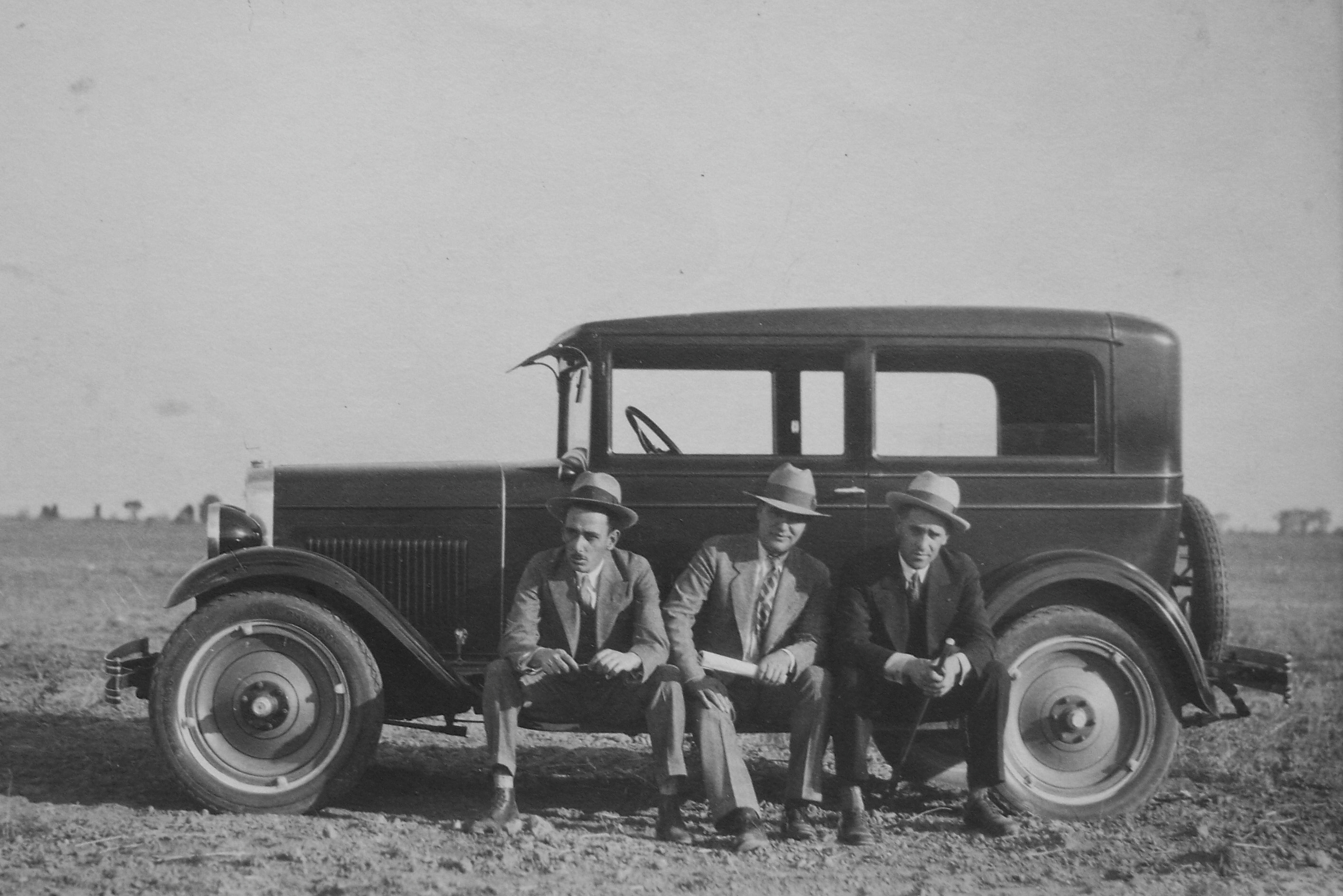
Arnulfo Cortés, Pablo Sidar, y Luis Farell.

En 1927 Luis Farell fue designado Jefe de Instructores de la Escuela Militar de Aplicación Aeronáutica y piloto de pruebas, por lo que el 14 de enero de 1928, mientras combatía contra los cristeros en Jalisco, se le ordenó reportarse con el mecánico, el sargento Sebastián Carranza Rodríguez, a Tijuana, para inspeccionar, probar y trasladar los nuevos aviones armados en México: los Baja California (BC) que estaban siendo construidos por la 'Compañía Aérea de Construcciones y Transportes'. El 8 de marzo de 1928, tras varios días de pruebas y comparación de características de vuelo del BC-1 contra un avión Douglas O-2K con motor Liberty pilotado por Roberto Fierro, Farell despegó con rumbo a la Ciudad de México para hacer la entrega. La ruta consistía en reabastecimientos en Hermosillo, Navojoa, Mazatlán y Guadalajara. Sin embargo, entre Hermosillo y Navojoa, el motor BMW falló sobre las montañas y Farell efectuó un aterrizaje forzoso. Farell resultó ileso pero el BC-1 quedó dañado y acabaría siendo entregado por tren.
Al final de marzo del mismo año, el avión BC-2 fue terminado con un motor radial y dos tanques adicionales de combustible montados para un vuelo sin escalas a la Ciudad de México, siendo pilotado por Roberto Fierro Villalobos. Finalmente, Fierro visitó varios países centroamericanos y Cuba con el BC-2, el cual contaba con motor Wright J-5C Whirlwind de 220 hp. El tercer y último avión fabricado en Tijuana fue el BC-3, configurado para transporte vip de la FAM.

## Rebelión Escobarista
Mientras Luis Farell estaba probando el avión BC-1 en Mexicali, el 3 de marzo de 1929 estalla un golpe militar llamado Rebelión escobarista o “Revolución Renovadora”, encabezada por el general José Gonzalo Escobar. La rebelión fue secundada por varios generales, incluyendo a Arnulfo R. Gómez y Francisco Manzo: La aviación militar fue asignada entonces a las órdenes del general Juan Andew Almazán.
En esas fechas, los aviones de combate de la FAM consistían en gastados y balaceados Bristol Fighter F-2B, Bristol Boarhound, de Haviland DH-4B y un Douglas O-2C lo cual no era adecuado para contrarrestar el poder de Escobar. En este contexto, el gobierno de México convenció efectivamente al gobierno de EE. UU. de fomentar la paz al sur de su frontera y de proporcionar rápidamente doce nuevos aviones Corsair O2U-2M con motor Wasp R-1400 de 400 hp, nueve Douglas O-2M, cuatro Stearman C-3B y seis Waco Taperwings. Tan solo 2 semanas después, Farell y otros pilotos se desplazaron a Brownsville, Texas y a Nueva York para tomar posesión de los nuevos aviones.
Está registrado que Farell había volado un total de 52 horas de combate contra los Generales Escobar y Manzo en los estados de Nuevo León, Coahuila, Durango y Chihuahua y había participado en las acciones de Paredón, San Pedro de las Colonias (su lugar natal), Torreón, Escalón, Reforma, Cañón del Púlpito y Agua Prieta, cuando fue herido de bala: El 19 de marzo de 1929, Luis Farell atacó posiciones enemigas en Benavides y los siguientes cinco días -del 20 al 25 de marzo- bombardeó líneas de telégrafos, puentes, locomotoras y la vía férrea de la Ciudad Jiménez en Chihuahua para cortar la huida del enemigo y finalmente, el 25 de marzo, atacó el centro de operaciones en las ciudades de Escalón y Jiménez, cuando fuego de ametralladora le hirió de bala en las dos piernas al efectuar una pasada a baja altura en un avión WACO, mientras que Roberto Fierro fue derribado, resultando ileso.
La primera batalla sobre la Ciudad Jiménez fue reportada inmediatamente al presidente por el teniente coronel Rodolfo Tostado Loaiza, un Jefe en el Estado Mayor Presidencial, mediante este telegrama:
Un reporte detallado fue hecho el día siguiente, y revela que en realidad Luis Farell piloteaba su propio avión en compañía del Capitán P.A. Ismael Aduna como artillero. A pesar de las heridas y daños a su avión WACO, Farell pudo regresar a su base y aterrizar a salvo. Fue trasladado inmediatamente al Hospital Francés en la Ciudad de México, donde el teniente coronel Médico Cirujano Erasmo González Ancira reportó que por la posición sentado en la que iba, el proyectil fragmentó 12 cm del hueso peroné izquierdo y se alojó en el muslo derecho, pasando a solo 2 cm de la arteria femoral.
Tres días más tarde, el general Calles tomó Ciudad Jiménez, derrotando a Escobar y tomando 6000 prisioneros.
Esta rebelión fue bastante seria, puesto que un tercio de los oficiales y cerca de 30 000 soldados se rebelaron. En dos meses y medio más de 2000 hombres perdieron la vida.
Mientras Farell se recuperaba de sus heridas y por méritos especiales de su servicio, el 5 de abril de 1929, Farell fue ascendido al grado de Mayor P.A. y el presidente Emilio Portes Gil lo condecoró por haber participado con distinción en más de 50 batallas. Así mismo, el presidente le requirió que siga desempeñando sus labores de Jefe en la Jefatura del Estado Mayor Presidencial.
Pocos días después de salir del hospital, Luis Farell contrajo matrimonio con la señorita Ana Castillo Samaniego el 21 de junio de 1929, y el 12 de agosto de 1929, el presidente Emilio Portes Gil le obsequió un avión biplano WACO modelo 10 con matrícula 4380.

## Acabada la Revolución

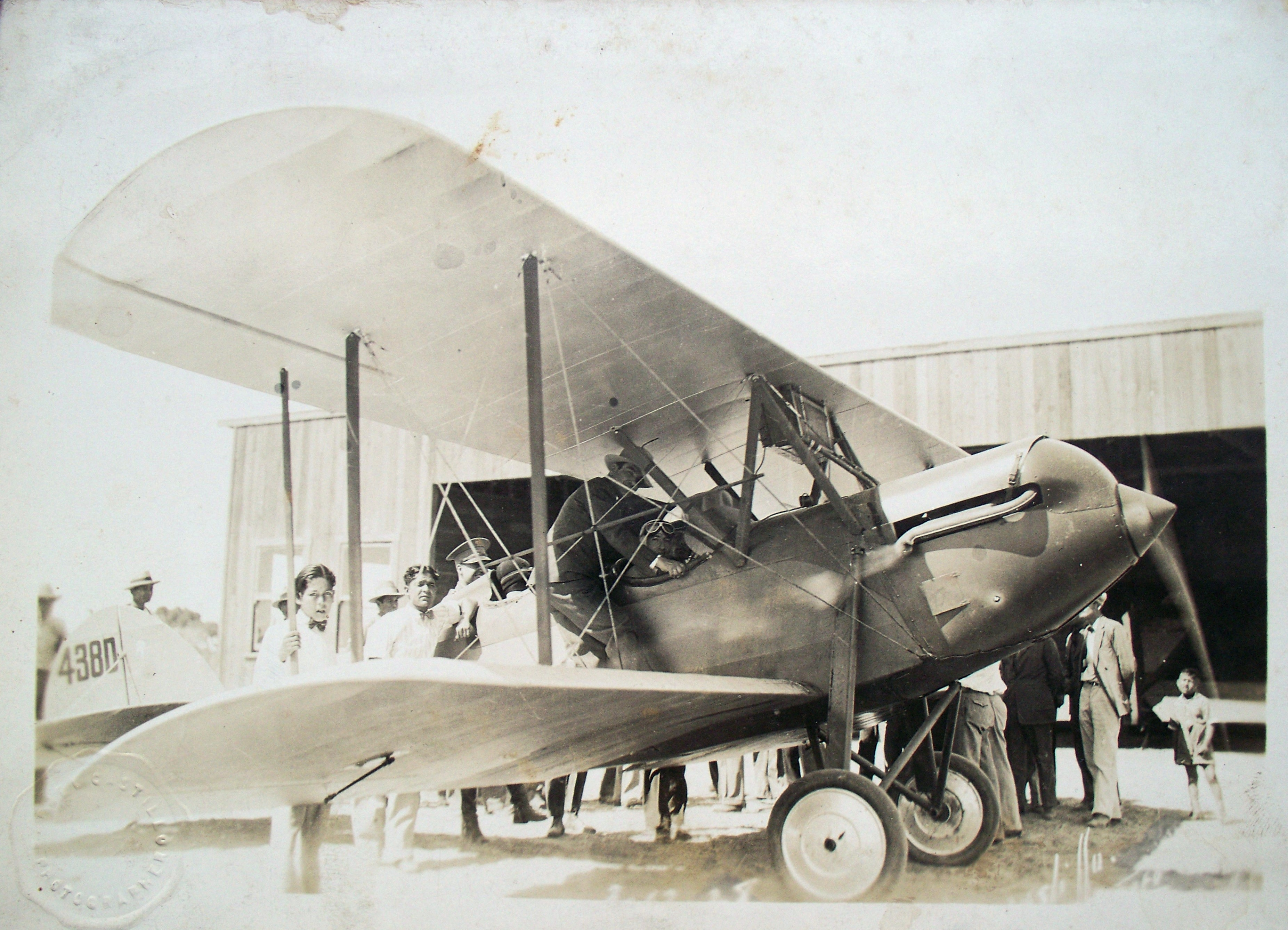
Luis Farell paseando a dos amigos en su avión WACO-10, un obsequio del Presidente Emilio Portes Gil.

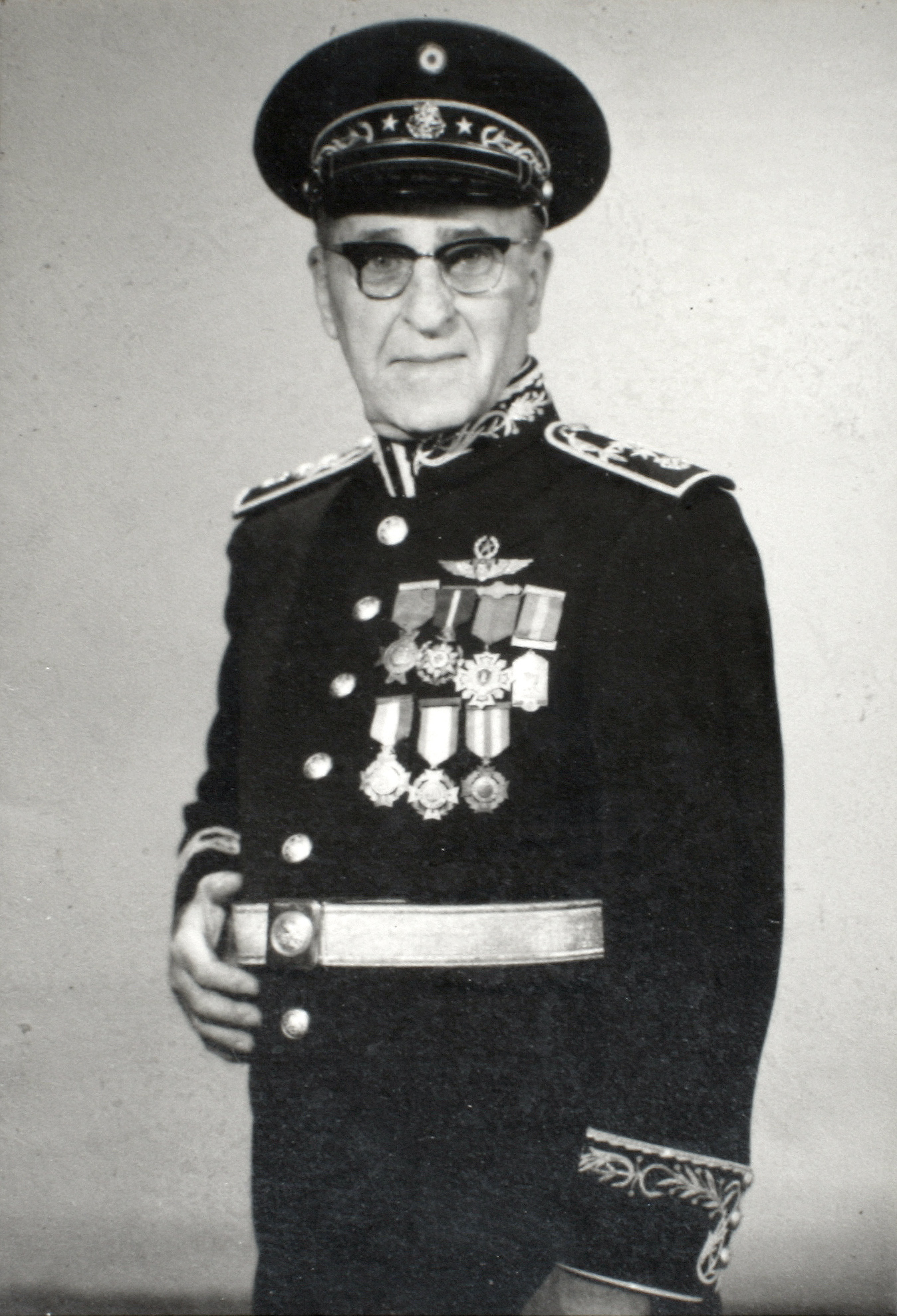
Luis Farell Cubillas, Sub-Jefe de la FAM 1959-1965.

En julio de 1928 fue asesinado el presidente electo General Álvaro Obregón por un fanático religioso, por lo que Emilio Portes Gil asume provisionalmente la presidencia de la república y este comisiona a Luis Farell Cubillas como Jefe en el Estado Mayor Presidencial.
Previamente, Portes Gil le había obsequiado un auto deportivo Packard, que según el presidente, había sido 'decomisado a un Obispo'. Farell modificó el automóvil y participó en carreras en el área en que ahora está el Hipódromo de las Américas. En una carrera a la que asistió el presidente Portes Gil con su familia, Luis Farell fue presentado a la familia y amigos del presidente, incluyendo la señorita Ana Castillo, su futura esposa.
En 1932, sirvió en el Primer y en el Segundo Regimiento Aéreo volando los Chance Vought Corsair O2U-2M, Corsair O2U-4A (también llamado “Corsario Azcárate”), los Douglas O-2M los Bristol Fighters cuando se le comisionó como Jefe del Departamento de Aviación Civil.
El 1 de enero de 1934, el presidente Lázaro Cárdenas lo comisionó de nuevo en la 1.ª. Jefatura de Operaciones Militares del Estado Mayor Presidencial, y en noviembre de 1934, se le ascendió a teniente coronel P.A.
En 11 de febrero de 1935 dirigió la Tercera Sección del Departamento de Aeronáutica luego y ascendió a subjefe del Departamento. En noviembre de 1936 fue nombrado director de la Escuela Militar de Aviación, puesto que ejerció hasta octubre de 1945.
En mayo de 1938 se rebeló el general Saturnino Cedillo y el presidente Lázaro Cárdenas se trasladó personalmente a San Luis Potosí para batirlo y ordenó que Luis Farell acudiera con fuerzas de la FAM para que él mismo realizara vuelos de reconocimiento sobre las montañas de la Huasteca donde los rebeldes se dispersaron. Cedillo fue muerto por las fuerzas federales en 1939.
Durante la Segunda Guerra Mundial, Luis Farell Cubillas coordinó el entrenamiento de pilotos para la defensa contra submarinos alemanes con una cantidad y variedad de aeronaves nunca antes vista en México; Farell También coordinó el entrenamiento de varios oficiales que finalmente formaron parte del memorable Escuadrón 201, una unidad mexicana de combate aéreo que participó en la Segunda Guerra Mundial.
Farell fue ascendido a Coronel P.A. en enero de 1939 y a General Brigadier P.A. en febrero de 1944. En 1946 fue asignado a la Dirección General de Personal. Durante 1955, ya siendo general brigadier, Luis Farell recibió la condecoración "Cruz de Guerra" al igual que sus compañeros el general de división Gustavo León González, el general de brigada Alfonso Cruz Rivera y el general de brigada David J. Borja Guajardo. La "Cruz de Guerra" les fue otorgada en virtud de su destacada participación en campañas revolucionarias de los años veinte, en diversas acciones de guerra y hechos de armas.

## Conflicto con Guatemala
El conflicto entre México y Guatemala comenzó el 30 de diciembre de 1958, cuando una escuadrilla de cazas Mustang P-51 de la Fuerza Aérea Guatemalteca atacó a un grupo de barcos pesqueros mexicanos en aguas territoriales de ese país. Cuatro barcos fueron dañados por fuego de ametralladoras con un saldo de tres pescadores muertos y catorce heridos. Ambos países enviaron tropas hacia la frontera y los puentes entre ambos países fueron destruidos; tropas del ejército y la Armada de México, así como elementos de ambas fuerzas aéreas fueron puestos en alerta, pero la FAM carecía de suficientes aviones de combate. Los P-47 sobrevivientes de la Segunda Guerra Mundial habían sido retirados de servicio activo y contaba con entrenadores AT-11, AT-6 y T-28A, aviones entrenadores inferiores a los Mustang P-51 de la Fuerza Aérea de Guatemala; el conflicto se resolvió diplomáticamente.
Debido al cambio de sexenio, el 1 de abril de 1959 Roberto Fierro y Luis Farell fueron nombrados Jefe y Subjefe de la Fuerza Aérea Mexicana y dos años más tarde, recibieron una flotilla de 15 aviones jet Vampire MK-3 y 15 jets T-33. Su ocupación principal fue la de instalar un sistema por el cual un máximo de aviones de combate estuvieran en servicio activo, una tarea difícil con el presupuesto disponible.
Durante su última gestión se culminaron las instalaciones de la Base Aérea Militar de Santa Lucía y se dotó a la Fuerza Aérea de los primeros aviones de reacción, se compraron aviones C-54, helicópteros de turbina Alouette III y se creó el 'Colegio del Aire' con escuelas para pilotos, mecánicos y meteorólogos.

## Retiro
Luis Farell se retiró del servicio activo en 1965 con el grado de General de División Piloto Aviador. Falleció el 17 de julio de 1977 en la Ciudad de México a la edad de 75 años, dejando a su esposa, Ana y cuatro hijos: Jaime, Guillermo, Bernardo y Luis.

## Algunos compañeros de armas
| - Pablo Sidar - Roberto Fierro Villalobos - Ismael Aduna - Emilio Carranza - Luis Boyer - Arturo Jiménez Nieto - Antonio Cárdenas Rodríguez - Carlos Rovirosa - Rodolfo Torres Rico - Gustavo León González - Manuel Robles Monterrubio - Rafael Montero Ramos - Ralph O'Neill - Fritz Bieler - Rafael Ponce de León | - Alfredo Lezema Álvarez - Eliseo Martín del Campo - Guillermo Monroy - Manuel Solís - Julián Nava Salinas - Francisco Espejel - Alberto Vieytez - Ricardo Díaz González - Luis Rojas - Samuel Carlos Rojas - Manuel Robles Monterrubio - Adán Gálvez Pérez - Francisco Murillo Torres - Luis Caso Landa - Humberto Brutini | - Juan Gutiérrez - Carlos Cristiani - Carlos Rovirosa - José Zertuche - David Chagoya - Jesús Ulloa - Juan Carmona - Adán Gálvez Pérez - Fernando Aveliono - Alfonso Cruz Rivera - Miguel Colorado - Cupido Flores - Feliciano Flores - Fernando Proal |